# Адмірал Ессен
«Адмірал Ессен» (рос. Адмирал Эссен) — другий фрегат проєкту 11356Р («Буревісник»), класу «Адмірал Григорович», що перебуває на озброєнні Чорноморського флоту РФ. Корабель входить до складу 30-ї дивізії надводних кораблів ЧФ.
Судно назване на честь адмірала Російського імператорського флоту, командувача Балтійським флотом під час Першої світової війни Миколи Оттовича фон Ессена (1860—1915).

## Історія
Фрегат заклали 8 липня 2011 року на стапелі ПСЗ «Янтар» у Калінінграді (заводський номер № 01358). 7 листопада 2014 року фрегат спустили на воду. Отримав бортовий номер 751 (490 із жовтня 2017 року).
Основу ударного озброєння корабля становлять універсальні пускові установки 3С14, здатні використовувати ракети Калібр, Онікс та Циркон, коли останні візьмуть на озброєння. Передача флоту та підйом прапора відбулися 7 червня 2016.

## Служба
16 жовтня 2016 року фрегат вийшов із Балтійська для переходу на Чорне море до місця служби до тимчасово окупованого рф Севастополя. Проте перехід не відбувся через пошкодження у корабля гвинто-кермової групи. 23 грудня 2016 року повідомлено корабель повернувся до Балтійська.
У березні 2017 року фрегат із корветом «Сообразительный» провів артилерійські стрільбу в Балтійському морі, 28 квітня 2017 року почав перехід до Чорноморського флоту. 5 травня 2017 року судно прибуло до Середземного моря, 5 липня прийшло до тимчасово окупованого Севастополя.
9 липня 2017 року судно вийшло із Севастополя, попрямувавши до берегів Сирії, де увійшло до російського угруповання бойових кораблів. 30 липня 2017 року брало участь у військовому параді РФ у сирійському Тартусі. 21 вересня 2017 року повернулося до тимчасово окупованого Севастополя.
3 квітня 2022 року судно вразив РК «Нептун» ВМС ЗС України під час захисту Одеси від російського агресора.

## Бойове застосування

### Російська інтервенція в Сирію
Травень, червень, вересень 2017 — судно виконувало пуски крилатих ракет «Калібр», знищуючи сирійських громадян під час Інтервенції рф до Сирії.

### Російсько-українська війна
24 лютого 2022 року судно атакувало український гарнізон на острові Зміїний. На вимогу здатися, українські захисники дали відповідь «Русский военный корабль, иди на хуй». Запис цієї відповіді швидко поширився у соцмережах, ставши мемом.
У березні 2022 року брав участь в обстрілах Одеси під час російського вторгнення в Україну.
3 квітня 2022 року підбитий біля Одеси ракетою берегового ракетного комплексу «Нептун». За словами Олександра Турчинова, протиракетні засоби ворожого корабля зафіксували загрозу удару лише при підльоті ракети. Опісля вони відкрили загороджувальний вогонь, проте навіть обстріляна українська ракета завдала кораблю значних пошкоджень і вивела його з бойової операції.
5 вересня 2023 року судно було виведено на чергування в Чорне море.

## Командири
- Капітан 2 рангу Томашков Сергій Миколайович (листопад 2014 — грудень 2016)[17]
- Капітан 2 рангу Купрін Антон Валерійович (грудень 2016 — 2020)[18]